# Ostericum scaberulum
Ostericum scaberulum är en växtart  i släktet Ostericum och familjen flockblommiga växter. Den beskrevs av Adrien René Franchet som  Angelica scaberula, och fick sitt nu gällande namn av C.Q.Yuan och R.H.Shan 1986.
Arten är en perenn ört som förekommer i Yunnan i Kina. Den har två varieteter, O. s. var. longiinvolucellatum och O. s. var. scaberulum.